# 18-十八酸内酯
18-十八酸内酯是一种有机化合物，化学式为C18H34O2。它是一些蜜蜂的信息素。它可由18-羟基十八酸和三聚氯氰反应得到，或由16-十六酸内酯和丙烯酰氯在光照下扩环得到。